# 600
600 (DC) je bilo prestopno leto, ki se je po julijanskem koledarju začelo na petek.

## Dogodki
- Konec obrsko-slovanske plemenske zveze med Črnim morjem in vzhodnimi Alpami.
- Slovani vdrejo v Italijo skozi Vipavsko dolino

## Rojstva
- Ali ibn Abi Talib, Mohamedov zet, po verovanju šiitov prvi kalif († ok. 661)
- papež Janez IV., papež († 642, približen datum rojstva)
- papež Vitalijan, papež († 672, približen datum rojstva)

## Smrti
- Bistam, perzijski šah (* neznano, približen datum smrti)